# Suburgatory/Episodenliste

Logo zur Serie

Diese Episodenliste enthält alle Episoden der US-amerikanischen Comedyserie Suburgatory, sortiert nach der US-amerikanischen Erstausstrahlung. Zwischen 2011 und 2014 entstanden in drei Staffeln insgesamt 57 Episoden mit einer Länge von jeweils etwa 22 Minuten.

## Übersicht
| Staffel | Episodenanzahl | Erstausstrahlung USA | Erstausstrahlung USA | Deutschsprachige Erstausstrahlung | Deutschsprachige Erstausstrahlung |
| Staffel | Episodenanzahl | Staffelpremiere      | Staffelfinale        | Staffelpremiere                   | Staffelfinale                     |
| ------- | -------------- | -------------------- | -------------------- | --------------------------------- | --------------------------------- |
| 1       | 22             | 28. September 2011   | 16. Mai 2012         | 29. August 2012                   | 14. November 2012                 |
| 2       | 22             | 17. Oktober 2012     | 17. April 2013       | 19. Juni 2013                     | 28. August 2013                   |
| 3       | 13             | 15. Januar 2014      | 14. Mai 2014         | 7. Mai 2014                       | 20. August 2014                   |

## Staffel 1
Die Erstausstrahlung der ersten Staffel war vom 28. September 2011 bis zum 16. Mai 2012 auf dem US-amerikanischen Sender ABC zu sehen. Die deutschsprachige Erstausstrahlung sendete der deutsche Free-TV-Sender ProSieben vom 29. August bis zum 14. November 2012.
| Nr. (ges.) | Nr. (St.) | Deutscher Titel              | Originaltitel         | Erstausstrahlung USA | Deutschsprachige Erstausstrahlung (D) | Regie               | Drehbuch                       |
| --- | --------- | ---------------------------- | --------------------- | -------------------- | ------------------------------------- | ------------------- | ------------------------------ |
| 1 | 1         | Vertreibung ins Paradies     | Pilot                 | 28. Sep. 2011        | 29. Aug. 2012                         | Michael Fresco      | Emily Kapnek                   |
| Als George Altman eines Tages beim Aufräumen des Zimmers seiner Tochter Tessa eine Packung Kondome findet, beschließt er, mit ihr in den Vorort Chatswin zu ziehen. Tessa hält nichts von dem Umzug in die Vorstadthölle, da sie die Bewohner für spießbürgerlich und oberflächlich hält. |           |                              |                       |                      |                                       |                     |                                |
| 2 | 2         | Das Barbecue                 | The Barbecue          | 5. Okt. 2011         | 29. Aug. 2012                         | Michael Fresco      | Bob Kushell                    |
| Nachdem George und Tessa in ihr Haus in der Vorstadt eingezogen sind, versuchen ihre Nachbarn Sheila und Fred krampfhaft, die beiden zum Essen einzuladen. Nach einigen Versuchen, diesen Einladungen auszuweichen, überwinden sich die beiden aber und gehen zum Abendessen zu ihren Nachbarn. Bei dem Abendessen lernen George und Tessa die Kinder der beiden kennen. Mit der Tochter Lisa freundet Tessa sich schnell an; und was den ebenso attraktiven wie unterbelichteten Sohn Ryan Shay betrifft, muss Tessa feststellen, dass sie sich von ihm angezogen fühlt. Derweil wird George von Sheila gedrängt, endlich sein „Einstands-Barbecue“ zu veranstalten. |           |                              |                       |                      |                                       |                     |                                |
| 3 | 3         | Der Ausschuss                | The Chatterer         | 12. Okt. 2011        | 5. Sep. 2012                          | Michael Fresco      | Emily Kapnek                   |
| George wird zunehmend genervter von Sheilas Einmischungsversuchen und beschließt aus Protest, dem Lehrer-Eltern-Ausschuss an Tessas Schule beizutreten. Tessa engagiert sich ebenfalls an ihrer Schule, indem sie die Schülerzeitung Chatswin Chronicle übernimmt und der Zeitung ein ganz neues Gesicht verpasst, was von ihren Mitschülern sehr positiv aufgenommen wird. |           |                              |                       |                      |                                       |                     |                                |
| 4 | 4         | Der Puppendieb               | Don’t Call Me Shirley | 19. Okt. 2011        | 5. Sep. 2012                          | Ken Whittingham     | Patricia Breen                 |
| Bei Tessas Nachbarn, Fred und Sheila, wurde eingebrochen, was Tessa freut, da sie sich durch die Unruhe und den Polizeieinsatz nach New York zurückversetzt fühlt. Tessa genießt die Aufregung in Chatswin, bis Dallas und Dalia bei ihr und George einziehen, weil sie sich in ihrem eigenen Haus nicht mehr sicher fühlen. |           |                              |                       |                      |                                       |                     |                                |
| 5 | 5         | Halloween                    | Halloween             | 26. Okt. 2011        | 31. Okt. 2012                         | Adam Davidson       | Andrew Guest                   |
| George und Tessa freuen sich auf ihr erstes Halloween im eigenen Haus, doch schnell wird klar, ihre Nachbarn halten nicht viel von der exzessiven Gruseldekoration. Des Weiteren findet Tessa heraus, dass in ihrem Zimmer früher ein Mädchen namens Misty gewohnt hat, das auf seltsame Weise gestorben ist. Weil Tessa die Klamotten des verstorbenen Mädchens trägt, glaubt die Nachbars Tochter Lisa, dass Tessa von Misty besessen ist und versucht ihr das tote Mädchen auszutreiben. |           |                              |                       |                      |                                       |                     |                                |
| 6 | 6         | Helft Florida                | Charity Case          | 2. Nov. 2011         | 12. Sep. 2012                         | Ken Whittingham     | Adam Barr                      |
| Tessa ist schockiert über die Nahrungsmittelverschwendung in der Vorstadt und bittet darauf Mr. Wolfe, eine Wohltätigkeitskampagne zu starten. Entgegen Tessas Vorstellungen werden die Vorstädter jedoch nicht sparsamer gegenüber Lebensmitteln, sondern helfen lieber Menschen mit schlechter Haut in Florida. Derweil soll George ein Dachfenster in ein Luxusbad einbauen; als er die Dusche sieht, beschließt er die Wellnessdusche auszuprobieren. Als er jedoch von der Haushälterin überrascht wird, rutscht er aus und schlägt sich einen Zahn aus. |           |                              |                       |                      |                                       |                     |                                |
| 7 | 7         | Süße Sechzehn                | Sweet Sixteen         | 16. Nov. 2011        | 12. Sep. 2012                         | Adam Davidson       | Corinne Marshall               |
| Tessa plant ihren 16. Geburtstag gemütlich mit ihren Freunden zu verbringen, was jedoch immer unwahrscheinlicher erscheint. Als Dallas ihre Lieblingsband für den Geburtstag arrangiert und Dalia die Partyplanung übernimmt, artet der „gemütliche“ Geburtstag immer mehr zu einer extravaganten Riesenparty aus. Währenddessen leidet George unter einem Hexenschuss und kann sich kaum noch bewegen, was Sheila erfreut, da sie so endlich wieder jemanden hat, den sie bemuttern kann. |           |                              |                       |                      |                                       |                     |                                |
| 8 | 8         | Thanksgiving                 | Thanksgiving          | 23. Nov. 2011        | 19. Sep. 2012                         | Alex Hardcastle     | Emily Kapnek                   |
| Es ist Thanksgiving und Tessa möchte den Feiertag nicht wieder in der Vorstadt verbringen. Um aus Chatswin rauszukommen, überredet sie Dallas mit ihr nach Manhattan zu fahren. Als die beiden durch die Stadt laufen, sehen sie, wie George eine fremde Frau küsst, obwohl er gesagt hat, dass er arbeiten wäre. Beim Thanksgiving-Dinner konfrontiert Tessa George mit ihrer Beobachtung. Derweil versucht Sheila verzweifelt Lisa davon zu überzeugen, ein traditionelles Kleid zum Thanksgiving-Dinner zu tragen, doch Lisa entscheidet sich für ein etwas mehr zeitgemäßes.                                                                                      |           |                              |                       |                      |                                       |                     |                                |
| 9 | 9         | Unterm Mistelzweig           | The Nutcracker        | 7. Dez. 2011         | 19. Sep. 2012                         | Randall Zisk        | Patricia Breen                 |
| George trennt sich über Skype von seiner Freundin Zoe, was Tessa traurig stimmt, da sie glaubt, dass sie für die Trennung der beiden verantwortlich ist. Sie versucht die beiden wieder zusammenzubringen und bemerkt erst zu spät, dass George mittlerweile Interesse an ihrer Kunstlehrerin Aimee hat. Auf einer vorweihnachtlichen Feier kommt es dann zu einem peinlichen Treffen der zwei Frauen mit George. |           |                              |                       |                      |                                       |                     |                                |
| 10 | 10        | Miss Dalia und ihr Chauffeur | Driving Miss Dalia    | 4. Jan. 2012         | 26. Sep. 2012                         | Ken Whittingham     | Brian Chamberlayne             |
| Tessa besteht im Gegensatz zu Dalia die Führerscheinprüfung, worauf Dalia sie als Fahrerin einstellt, um ihren Schwarm Scott Strauss zu stalken. Mit der Zeit entwickeln Scott und Tessa Gefühle füreinander, was Dalia gar nicht gefällt. Derweil versucht George Vollmitglied im Country Club zu werden, was die Freundschaft zwischen Noah und ihm auf eine harte Probe stellt. |           |                              |                       |                      |                                       |                     |                                |
| 11 | 11        | Coming-out                   | Out in the Burbs      | 11. Jan. 2012        | 10. Okt. 2012                         | Elliot Hegarty      | Bob Kushell                    |
| Mr. Wolfe heuert den jungen Drogenfahnder Josh an, der sich als Schüler ausgeben und nach verbotenen Steroiden suchen soll. Als Ansprechpartner stellt er ihm Tessa zur Seite, die davon überzeugt ist, dass Josh schwul ist. Josh gibt jedoch nur vor schwul zu sein, um eher an die Steroiddealer ranzukommen. Während Tessa versucht Josh loszuwerden verliebt sich Lisa in ihn und versucht Tessa davon zu überzeugen, dass er nicht schwul ist. |           |                              |                       |                      |                                       |                     |                                |
| 12 | 12        | Der Casino-Ausflug           | The Casino Trip       | 18. Jan. 2012        | 10. Okt. 2012                         | Ken Whittingham     | Andrew Guest                   |
| George gewinnt einen All-inclusive Aufenthalt in einem Hotel in Atlantic City. Er lädt Noah, Fred, Tom und Alex ein, ihn zu begleiten. Auf ihrem Männertrip treffen sie zufällig im Hotel auf Dallas Ehemann, der angeblich auf Geschäftsreise in Singapur ist. Als Fred durch seine Spielsucht 14.000 Dollar gewinnt und kurz vorm Durchdrehen ist, droht der Urlaub zu kippen, doch gemeinsam finden die Jungs eine Lösung, den Gewinn vor Sheila zu verheimlichen. Währenddessen will Tessa die Gelegenheit des freien Hauses nutzen, um mit Scott Strauss eine gemeinsame Nacht zu verbringen, was jedoch durch unerwarteten Besucht verhindert wird.             |           |                              |                       |                      |                                       |                     |                                |
| 13 | 13        | Sex und die Vorstadt         | Sex and the Suburbs   | 8. Feb. 2012         | 17. Okt. 2012                         | Julie Anne Robinson | Adam Barr                      |
| Tessa genießt, dass Scott sich für sie anstatt für Dalia entschieden hat, doch je mehr sie von Scott erfährt, desto weniger fühlt sie sich zu ihm hingezogen. George ist nicht glücklich damit, dass Tessa einen Freund hat und versucht alles um Tessa ihren Freund auszureden. Richtig unangenehm wird es jedoch erst, als George eine Packung XXL Kondome in Tessas Zimmer findet. |           |                              |                       |                      |                                       |                     |                                |
| 14 | 14        | The Body                     | The Body              | 15. Feb. 2012        | 17. Okt. 2012                         | Phil Traill         | Patricia Breen                 |
| Tessa ist schockiert darüber, dass sie in Sport durchzufallen droht. Spontan beschließt sie bei der Wahl zur Schulsprecherin anzutreten, um die sportfixierten Schüler der Chatswin High davon zu überzeugen, dass Sport nicht das Wichtigste ist. Derweil verletzt sich Ryan bei einem Ringkampf und erfährt, was es heißt, nicht mehr der Liebling der Familie zu sein. Trost findet er bei George, der ihn auszubauen versucht. |           |                              |                       |                      |                                       |                     |                                |
| 15 | 15        | Feuer gegen Feuer            | Fire with Fire        | 22. Feb. 2012        | 24. Okt. 2012                         | Alex Hardcastle     | Emily Kapnek                   |
| Als Dallas im Krankenhaus auf Jill Werner trifft, erzählt sie ihr, wie gut es ihr nach der Trennung geht. Da es zwischen Jill und Noah gerade auch nicht sonderlich gut läuft, überlegt sie sich, sich auch scheiden zu lassen. Noah ist von Jills Idee und dem Einfluss von Dalia wenig begeistert und versucht seine Frau umzustimmen. Dalia versucht derweil sich für Scott an Tessa zu rächen, indem sie Tessas beste Freundin Lisa in ihre Klicke aufnimmt. |           |                              |                       |                      |                                       |                     |                                |
| 16 | 16        | Poetische Ungerechtigkeit    | Poetic Injustice      | 29. Feb. 2012        | 24. Okt. 2012                         | Elliot Hegarty      | Andrew Guest                   |
| In Chatswin hat die Croquet-Saison begonnen. Fred und Sheila fordern Dallas und George zu einem Spiel heraus, bei dem Sheila sich vermeintlich an George ranmacht. Fred glaubt, dass Sheila geheime Fantasien mit George hat, nachdem er in ihrem Tagebuch gelesen hat. Derweil ist Tessa verärgert, da ihre neue Literaturlehrerin Ms. Evans nicht ihr Gedicht, sondern Dalias bevorzugt. |           |                              |                       |                      |                                       |                     |                                |
| 17 | 17        | Unabhängigkeitstag           | Independence Day      | 14. März 2012        | 31. Okt. 2012                         | Ken Whittingham     | Emily Cutler                   |
| Nachdem Tessa mal wieder ewig gewartet hat, bis ihr Vater sie abholt, beschließt sie ihr eigenes Geld zu verdienen und mit einem eigenen Auto unabhängiger zu werden. Ihren Job findet Tessa in Dallas neuem Laden A Crystal Cup of Crystals. Zur Eröffnung des Ladens lädt Dallas ihre Verbindungsschwestern vom College ein, doch die Einweihungsfeier endet unerwartet, als die uneingeladene Rivalin Tulsa den Laden betritt. |           |                              |                       |                      |                                       |                     |                                |
| 18 | 18        | Die Depression               | Down Time             | 11. Apr. 2012        | 7. Nov. 2012                          | Alex Hardcastle     | Brian Chamberlayne             |
| George macht sich Sorgen um Dallas, da sie trotz ihrer kürzlichen Scheidung extrem gut drauf ist. Um ein Auge auf sie zu haben, lädt er sie ein, mit Noah und ihm eine neue Matratze einkaufen zu gehen. Lisa und Malik sind jetzt ein Paar und wollen nicht, dass Tessa sich als fünftes Rad am Wagen fühlt. Um sie nicht auszuschließen, beschließen sie Tessa zu verkuppeln und arrangieren ein Date zwischen Ryan und Tessa. |           |                              |                       |                      |                                       |                     |                                |
| 19 | 19        | Garten Eden                  | Entering Eden         | 18. Apr. 2012        | 7. Nov. 2012                          | Gail Mancuso        | Patricia Breen                 |
| George lernt Eden auf dem Markt kennen und ist sofort in sie verliebt. Als er jedoch wegen eines Smoothies, den sie ihm anbietet, ins Krankenhaus muss und erfährt, dass Eden die Leihmutter für Noah und Jill ist, lässt seine Begeisterung für Eden erheblich nach. Derweil vermisst Dallas ihren Hund Yakult und bittet Tessa und Dalia ihn zu suchen. Tessa findet den Hund bei Mr. Wolf, doch der will das Hündchen nicht mehr hergeben. |           |                              |                       |                      |                                       |                     |                                |
| 20 | 20        | Küssen verboten              | Hear No Evil          | 2. Mai 2012          | 14. Nov. 2012                         | Peter Lauer         | Andrew Guest                   |
| Trotz Edens Leihmutterschaft entwickelt sich zwischen ihr und George eine ernstere Beziehung, doch Noah versucht den intimeren Kontakt der beiden zum Schutz des Babys zu unterbinden, was der Beziehung der beiden nicht guttut. Da auch Georges Nachbar bereits von Eden erfahren hat, beschließt er, Tessa seine Freundin vorzustellen, was sich jedoch als schwierig herausstellt, da Tessa auf Grund einer Beförderung viel arbeiten muss. |           |                              |                       |                      |                                       |                     |                                |
| 21 | 21        | Der große Kompromiss         | The Great Compromise  | 9. Mai 2012          | 14. Nov. 2012                         | Randy Zisk          | Charlie Carlisle & Aimee Jones |
| Eden ist bei George und Tessa eingezogen, was Tessa zunächst nicht besonders begeistert, da Eden neue Hausregeln aufstellt. Tessas Verhältnis zu ihr ändert sich jedoch, da ihr Eden hilft ein Praktikum für die Sommerferien zu finden. Sheila versucht unterdessen sich in Noah und Jills Beziehung einzumischen, da sie Bedenken hinsichtlich der Leihmutterschaft hat. |           |                              |                       |                      |                                       |                     |                                |
| 22 | 22        | Der Mutter-Blues             | The Motherload        | 16. Mai 2012         | 14. Nov. 2012                         | Ken Whittingham     | Emily Kapnek                   |
| In Chatswin wird Muttertag gefeiert, doch Tessa ist nicht begeistert von dem Fest, da ihr schmerzhaft bewusst wird, wie sehr sie ihre Mutter vermisst. Des Weiteren hat sie immer noch keine Rückmeldung von ihrem Praktikum bei einer New Yorker Zeitung. George und Eden sind auf der Babyparty von Noah und Jills Kind eingeladen und sind schockiert über die Gestaltung des Kinderzimmers, welches im Stil „Bedrohte Tiere“ eingerichtet ist. |           |                              |                       |                      |                                       |                     |                                |

## Staffel 2
Die Erstausstrahlung der zweiten Staffel war vom 17. Oktober 2012 bis zum 17. April 2013 auf dem US-amerikanischen Sender ABC zu sehen. Die deutschsprachige Erstausstrahlung sendete der deutsche Free-TV-Sender ProSieben vom 19. Juni bis zum 28. August 2013.
| Nr. (ges.) | Nr. (St.) | Deutscher Titel              | Originaltitel              | Erstausstrahlung USA | Deutschsprachige Erstausstrahlung (D) | Regie                | Drehbuch                       |
| --- | --------- | ---------------------------- | -------------------------- | -------------------- | ------------------------------------- | -------------------- | ------------------------------ |
| 23 | 1         | Heimvorteil                  | Homecoming                 | 17. Okt. 2012        | 19. Juni 2013                         | Ken Whittingham      | Emily Kapnek                   |
| Nachdem Tessa aus den Sommerferien bei ihrer Großmutter in Manhattan zurückgekehrt ist, beschließt sie wieder Gitarre zu lernen, um ihrer Mutter näherzukommen und am Talentwettbewerb der Schule teilzunehmen. Noah ist unterdessen überfordert, da Jill nicht mehr da ist, um den Haushalt zu schmeißen. Um wieder Ordnung zu schaffen, versucht er Carmen als Haushälterin zu gewinnen und überschüttet sie dazu mit Geschenken, was jedoch zu Ärger mit Dallas führt, da sie Carmen auch um jeden Preis behalten will.                                                               |           |                              |                            |                      |                                       |                      |                                |
| 24 | 2         | Die Hexe von East Chatswin   | The Witch of East Chatswin | 24. Okt. 2012        | 19. Juni 2013                         | Victor Nelli         | Annie Weisman                  |
| Dallas verkleidet sich an Halloween als Barbie und bittet George als Ken zu gehen, der die Andeutung jedoch nicht versteht und stattdessen als Noah verkleidet geht. Daraufhin verkleidet sich Noah aus Rache als George. Tessa findet in ihrer Tasche ein unheimliches Buch und glaubt daraufhin, dass sie verfolgt wird. Sheila glaubt zu wissen, woher das Buch kommt, und erzählt Tessa von der Hexe von East Chatswin. |           |                              |                            |                      |                                       |                      |                                |
| 25 | 3         | Ryans Song                   | Ryan’s Song                | 31. Okt. 2012        | 26. Juni 2013                         | Alex Hardcastle      | Andrew Guest                   |
| Lisa hat Angst, alleine zurückzubleiben, wenn Ryan sich auf die Suche nach seinen leiblichen Eltern macht, und versucht deshalb mit übertriebener Fürsorge, Ryan davon zu überzeugen, nicht wegzugehen. Zu ihrem ersten Date mit George nimmt Dallas ihren Lebensberater mit, was für schlechte Stimmung bei George sorgt. |           |                              |                            |                      |                                       |                      |                                |
| 26 | 4         | Die Sex-Show                 | Foam Finger                | 7. Nov. 2012         | 26. Juni 2013                         | Alex Hardcastle      | Brian Rubenstein               |
| George und Dallas verbringen ihre erste gemeinsame Nacht zusammen, was sich jedoch als kompliziert herausstellt, da Dallas bei der kleinsten Berührung schon in Ekstase gerät. Dallas erzählt in ganz Chatswin herum, was für ein toller Liebhaber George ist und bringt ihn somit in eine unangenehme Lage. Dalia verlässt das Trio KKK, um mehr Zeit mit ihrer neuen Stiefmutter, und zugleich auch neuen besten Freundin, zu verbringen. Da KKK ohne Führung nicht klarkommen, ergreift Lisa die Chance und wird die neue Spitze des Trios.                                           |           |                              |                            |                      |                                       |                      |                                |
| 27 | 5         | Wünsch dir was               | The Wishbone               | 14. Nov. 2012        | 3. Juli 2013                          | Uta Briesewitz       | Brian Chamberlayne             |
| An Thanksgiving sieht Tessa zum ersten Mal bewusst ihre leibliche Mutter Alex, mit der sie schnell einige Gemeinsamkeiten entdeckt. George will, dass Tessa eine gute Beziehung zu ihrer Mutter aufbauen kann, und unterdrückt deshalb seine Abneigung gegen Alexes Rückkehr. Derweil droht die Beziehung zwischen Lisa und Malik zu zerbrechen, da Sheila im Gegensatz zu ihrer Tochter Malik bereits aus Versehen nackt gesehen hat. |           |                              |                            |                      |                                       |                      |                                |
| 28 | 6         | Freundschaftsfisch           | Friendship Fish            | 28. Nov. 2012        | 3. Juli 2013                          | Phil Traill          | Drew Hancock                   |
| Zwei alte Arbeitskollegen aus New York besuchen George in Chatswin. Die beiden entdecken das Vorstadtleben jedoch nicht für sich und ziehen George ununterbrochen wegen seines neuen Lebensstils, seiner neuen Freunde und wegen Dallas auf. Nachdem Malik und Lisa sich getrennt haben, beschließt Lisa ein ganzes Wochenende mit Tessa zu verbringen, was Tessa von Anfang an missfällt. Richtig unangenehm wird es für Tessa jedoch, als Lisa beschließt, zum Beweis ihrer Freundschaft Tessa einen Freundschaftsfisch zu schenken.                                                   |           |                              |                            |                      |                                       |                      |                                |
| 29 | 7         | Der Krampus                  | Krampus                    | 5. Dez. 2012         | 10. Juli 2013                         | Julie Anne Robinson  | Emily Kapnek                   |
| George schenkt Tessa als vorzeitiges Weihnachtsgeschenk eine Fahrt zu ihrer Mutter Alex nach New York City. Tessa ist begeistert von dem Kurztrip und hofft ein paar schöne Stunden mit ihrer Mutter zu verbringen. Währenddessen findet Ryan zufällig heraus, dass er adoptiert ist und beschließt, nichts mehr mit seiner alten Familie zu tun haben zu wollen. Des Weiteren versucht Dallas alles, um Carmen wieder für sich zu gewinnen, was auch Jill freuen würde, da sie Carmens Einfluss auf ihr Kind Opus nicht für gut hält.                                                   |           |                              |                            |                      |                                       |                      |                                |
| 30 | 8         | Schokopudding                | Black Thai                 | 9. Jan. 2013         | 10. Juli 2013                         | Alex Hardcastle      | Patricia Breen                 |
| Dalia bekommt zu ihrer bestandenen Zwischenprüfung ein Auto geschenkt, wohingegen Tessa lediglich eine Glückwunschkarte bekommt. Tessa ist darüber wenig erfreut und versucht Dalias Testergebnisse zu erfahren. Als der Konflikt der Mädchen eskaliert, müssen George und Dallas einschreiten. Bei den Shays herrscht Verzweiflung; um Ryan wiederzubekommen entführen sie Malik, was jedoch scheitert und in einem Abendessen der Familie ohne Ryan, und dafür mit Malik, endet. |           |                              |                            |                      |                                       |                      |                                |
| 31 | 9         | Verkäufer des Jahres         | Junior Secretary’s Day     | 16. Jan. 2013        | 17. Juli 2013                         | Elliot Hegarty       | Matt Ward                      |
| Chatswin feiert den Tag der Untersekretärin, was Tessa jedoch nicht begeistert, da ihre Weisheitszähne gezogen werden müssen. Auf die Schmerztabletten, die sie als Vorbereitung auf die Behandlung bekommen hat, reagiert Tessa mit paranoiden Wahnvorstellungen. Fred versteckt sich währenddessen in Georges Keller vor Sheila, da er sich davor fürchtet, ihr zu erzählen, dass er nicht Verkäufer des Jahres, sondern Untersekretär geworden ist. Nach ihrer gelungenen Behandlung wird sich Tessa bewusst, dass sie Gefühle für Ryan hat, und versucht mit ihm Kontakt zu knüpfen. |           |                              |                            |                      |                                       |                      |                                |
| 32 | 10        | Die Höhle der Hingabe        | Chinese Chicken            | 23. Jan. 2013        | 17. Juli 2013                         | Alex Hardcastle      | Andrew Guest                   |
| Nachdem Tessa und Ryan zusammengekommen sind, wird Tessa in den Club der Football-Freundinnen aufgenommen. Tessa muss jedoch feststellen, dass die Mädchen nur dafür leben die Spieler zu verehren, woraufhin sie, um Ryan zu missfallen, eine Revolte startet. George ist derweil von Dallas genervt und beschließt mit Noah und Fred eine Dads only Band zu gründen, um ihren Partnerinnen aus dem Weg gehen zu können. |           |                              |                            |                      |                                       |                      |                                |
| 33 | 11        | Der Kult um Yakult           | Yakult Leader              | 30. Jan. 2013        | 24. Juli 2013                         | Alex Hardcastle      | Matt Ward                      |
| Dallas glaubt, dass ihr Hund Yakult depressiv ist, und engagiert daraufhin ihren Ex-Freund Yoni, um ihrem Hund zu helfen seine negative Energie loszuwerden. George hält nichts von Yonis Heilkünsten, und versucht ihn wieder loszuwerden, was zu einem Streit zwischen ihm und Dallas führt. Derweil wird Tessa von Sheila beauftragt, ein Date für Lisa zu suchen, woraufhin Tessa im Internet den vermeintlich perfekten Partner für Lisa findet. |           |                              |                            |                      |                                       |                      |                                |
| 34 | 12        | Body Talk                    | Body Talk                  | 6. Feb. 2013         | 24. Juli 2013                         | Michael Patrick Jann | Brian Rubenstein               |
| Tessa übernimmt überraschend die Produktion des Schulsenders und lädt Ryan ein, um live über seinen Körper zu sprechen. Die Show bricht alle Zuschauerrekorde und will von Ryan und Mr. Wolfe weiterbetrieben werden, doch Tessa findet das Thema zu oberflächlich und will Ryans Sendung absetzen. George stellt zufällig fest, dass 58 % von Dallas’ Grundstück in East Chatswin liegt. Als bekannt wird, dass Dallas und Dalia eigentlich in East Chatswin wohnen, werden sie von der Gemeinde verbannt.                                                                              |           |                              |                            |                      |                                       |                      |                                |
| 35 | 13        | Friede, Freude, Nervengift   | Blowtox and Burlap         | 13. Feb. 2013        | 31. Juli 2013                         | Julie Ann Robinson   | Anne Weisman                   |
| An Valentinstag geht in Chatswin alles drunter und drüber. Dallas versteckt sich vor George, weil ihre Gesichtsbehandlung schiefgegangen ist und George muss deswegen ihr (eigentlich gemeinsames) Valentinsdinner alleine aufessen. Tessa geht mit Ryan in einen Kunstfilm, der Tessa jedoch im Nachhinein nicht gefällt, jedoch Ryan für die Kunst begeistert. Sheila versucht derweil, Lisa und Malik wieder zusammenzubringen. |           |                              |                            |                      |                                       |                      |                                |
| 36 | 14        | Frag Tessa                   | T-Ball and Sympathy        | 20. Feb. 2013        | 31. Juli 2013                         | Phil Traill          | Patricia Breen                 |
| Tessa hält sich, seitdem sie mit Ryan zusammen ist, für eine Beziehungsexpertin und gibt jedem ungefragt Ratschläge. Da Mr. Wolfe sich Sorgen macht, dass Chef Alan eine Affäre mit Chef Norman haben könnte, bietet Tessa an, die Köche zu beobachten. Der Streit zwischen Dallas und Noah artet aus und Dallas beschließt, ein Baseballteam zu trainieren und Noahs Team zu schlagen. |           |                              |                            |                      |                                       |                      |                                |
| 37 | 15        | Raus aus Chatswin            | Leaving Chatswin           | 27. Feb. 2013        | 7. Aug. 2013                          | Elliot Hegarty       | Drew Hancock                   |
| Tessa findet heraus, dass Ryan plant die Stadt zu verlassen, um aufs College zu gehen, und fängt an sich eine Zukunft ohne ihn auszumalen. Indessen stirbt Marty, mit dem sich George gerade begonnen hat anzufreunden. Da Marty keine Verwandtschaft hat und auch sonst keine Freunde, wird Martys Asche an George gegeben. |           |                              |                            |                      |                                       |                      |                                |
| 38 | 16        | Wie man ein Baby ist         | How to Be a Baby           | 6. März 2013         | 7. Aug. 2013                          | Victor Nelli         | Brian Chamberlayne             |
| Tessa gibt ihren Job in Dallas Kristallgeschäft auf und beginnt für Jill zu arbeiten, da sie glaubt, dass ein Job bei einer Autorin besser ist als eine Collegebewerbung. Zu Beginn ist Tessa von ihrem neuen Job auch begeistert, bis sie eine Buchkritik aus der Sicht eines Babys schreiben soll. Noah gesteht George seine Liebe zu Carmen, woraufhin George alles versucht Noah davon zu überzeugen, Jill nicht zu verlassen. |           |                              |                            |                      |                                       |                      |                                |
| 39 | 17        | Eat, Pray, Eat               | Eat, Pray, Eat             | 20. März 2013        | 14. Aug. 2013                         | Elliot Hegarty       | Charlie Carlisle & Aimee Jones |
| Dallas ist frustrier, da George sich mehr über Tessas Geschenk freut als über ihres. Sie fürchtet, nicht mit Georges Vergangenheit und seiner Ex Alex mithalten zu können. Jill rät ihr den Kummer durch Essen zu verringern. Derweil versucht Noah alles um Carmen seine Liebe zu zeigen und greift zu immer drastischeren Mitteln. Tessa hat das Gefühl, dass sie, seit sie in die Vorstadt gezogen ist, nicht mehr hip ist. |           |                              |                            |                      |                                       |                      |                                |
| 40 | 18        | Luxusrausch und Rollentausch | Brown Trembler             | 27. März 2013        | 14. Aug. 2013                         | Phil Traill          | Patricia Breen                 |
| Noah ist mit Opus in ein Luxushotel gezogen, womit er alle Mütter der Kleinstadt gegen sich aufgebracht hat. Fred wird von Sheila gedrängt, sich auf eine Verkäuferstelle zu bewerben, worauf er Tessa bittet ihm zu zeigen, wie man urban und hip ist. Dallas zwingt Dalia derweil ihren Kleiderschrank auszumisten, was sich jedoch als Mammutprojekt herausstellt. |           |                              |                            |                      |                                       |                      |                                |
| 41 | 19        | Der Dezembermann             | Decemberfold               | 3. Apr. 2013         | 21. Aug. 2013                         | Linda Mendoza        | Andrew Guest                   |
| George, Noah und Fred nehmen am alljährlichen Fotoshooting für den Kalender Vater von Chatswin teil und geraten in Rivalität, da sie alle auf das beliebte Kalenderblatt im Dezember wollen. Dalia wird derweil Tessas beste Freundin, was jedoch nicht lange anhält, da Lisa die wahren Absichten von Dalia aufdeckt. |           |                              |                            |                      |                                       |                      |                                |
| 42 | 20        | Qual der Wahl                | Go, Gamblers               | 10. Apr. 2013        | 21. Aug. 2013                         | Alex Hardcastle      | Matt Ward                      |
| Für Ryan wird es Zeit, sich für ein College zu entscheiden. Da er nicht weiß, welche Schule am besten geeignet ist, um eine viel versprechende Karriere als Sportler zu starten, bittet er Tessa, für ihn zu entscheiden. George und Dallas wollen derweil zusammenziehen, jedoch aus unterschiedlichen Gründen. George ist vor allem von den finanziellen Ersparnissen begeistert, wohingegen Dallas eher die Romantik am Herzen liegt. Als Georges Haus kurzfristig einen Käufer findet, kommt es zu einer Entscheidung, die nicht für alle Beteiligten angenehm ist.                  |           |                              |                            |                      |                                       |                      |                                |
| 43 | 21        | Apocalypse Miau              | Apocalypse Meow            | 17. Apr. 2013        | 28. Aug. 2013                         | Ken Whittingham      | Annie Weisman                  |
| Tessa und Dalia liegen sich immer noch in den Haaren. Während Tessa in der Schule von Dalia und ihren Freundinnen so schikaniert wird, dass die Fetzen fliegen, überlegen George und Dallas, wie sie ihren Töchtern schonend mitteilen können, dass sie zusammenziehen wollen. Während Lisa versucht Tessa zu beruhigen, überlegt Tessa sich einen Plan, um sich an Dalia zu rächen. |           |                              |                            |                      |                                       |                      |                                |
| 44 | 22        | Haus und Hund                | Stray Dogs                 | 17. Apr. 2013        | 28. Aug. 2013                         | Emily Kapnek         | Emily Kapnek                   |
| Tessa ist entsetzt über den Plan ihres Vaters, mit Dallas zusammenzuziehen, beschließt aus Chatswin zu fliehen und in New York eine Wohnung zu finden. Durch Zufall trifft Tessa am Bahnhof ihre Mutter, bei der sie dann auch einzieht. George kauft Dallas’ Traumhaus, doch sie verlässt ihn und George bleibt nur noch ein hässliches Haus und ein Hund, den er in der Nähe des Hauses gefunden hat. |           |                              |                            |                      |                                       |                      |                                |

## Staffel 3
Die Erstausstrahlung der dritten Staffel war vom 15. Januar bis zum 14. Mai 2014 auf dem US-amerikanischen Sender ABC zu sehen. Die deutschsprachige Erstausstrahlung sendete der deutsche Free-TV-Sender ProSieben seit dem 7. Mai 2014.
| Nr. (ges.) | Nr. (St.) | Deutscher Titel           | Originaltitel                 | Erstausstrahlung USA | Deutschsprachige Erstausstrahlung (D) | Regie                 | Drehbuch           |
| --- | --------- | ------------------------- | ----------------------------- | -------------------- | ------------------------------------- | --------------------- | ------------------ |
| 45 | 1         | Böse Mami                 | No Me Gusta, Mami             | 15. Jan. 2014        | 7. Mai 2014                           | Ken Whittingham       | Emily Kapnek       |
| Sheila ist erzürnt, da ein streunender Hund sein Unwesen in Chatswin treibt. Um das Ansehen der Stadt und die Immobilienpreise aufrechtzuerhalten, beschließt sie den Hund zu vertreiben. Sheila weiß jedoch nicht, dass es sich bei dem „streunenden Hund“ um Georges neuen besten vierbeinigen Freund handelt. Derweil hat sich, in New York, Tessas Mutter Alex aus dem Staub gemacht und Tessa geht zurück nach Chatswin. |           |                           |                               |                      |                                       |                       |                    |
| 46 | 2         | Der neue Sohn             | Victor Ha                     | 22. Jan. 2014        | 7. Mai 2014                           | Amy Heckerling        | Andrew Guest       |
| Sheila und Fred nehmen den neunjährigen Victor bei sich auf, was Lisa gar nicht gefällt und sie dazu bringt, ihm nachzuspionieren und Geheimnisse über seine Vergangenheit aufzudecken. Währenddessen hat Tessa ihren Vater George in der Schule mit Dalia gesehen und ist verärgert über den Verrat ihres Vaters, woraufhin sie ihm den Umgang mit Dalia verbietet. |           |                           |                               |                      |                                       |                       |                    |
| 47 | 3         | Auf der Couch             | Open Door Policy              | 29. Jan. 2014        | 14. Mai 2014                          | Ken Whittingham       | Patricia Breen     |
| George schafft es nicht, über die Trennung von Dallas hinwegzukommen, und verbringt seine Freizeit nur noch zu Hause vor dem Fernseher. Tessa macht sich Sorgen und lädt Georges Vater Emmet ein, damit er ihn überzeugt wieder raus an die frische Luft zu gehen. |           |                           |                               |                      |                                       |                       |                    |
| 48 | 4         | Der Kolibri-Versuch       | The Birds and the Biederman   | 5. Feb. 2014         | 21. Mai 2014                          | Clare Scanlon         | Brian Rubenstein   |
| Weil Dallas nicht auf George treffen will, legt sie Zonen fest, die er nicht betreten darf. Um George ihren Plan mitzuteilen, benutzt sie Dalia und Tessa als Überbringerinnen, was den beiden allerdings schnell missfällt. Da weder Tessa noch Dalia länger Laufburschen sein wollen, beschließen die beiden, dass George und Dallas sich wieder begegnen müssen, und arrangieren ein „zufälliges“ Treffen. |           |                           |                               |                      |                                       |                       |                    |
| 49 | 5         | Der Bräunungskurs         | Blame it on the Rainstick     | 26. Feb. 2014        | 28. Mai 2014                          | Stuart McDonald       | Brian Chamberlayne |
| George ist schockiert darüber, dass Noah sich, durch das vom Gericht angeordnete Anti-Aggressions-Training, zu einem zahmen Langweiler entwickelt hat, und beschließt seine Geduld auf die Probe zu stellen. |           |                           |                               |                      |                                       |                       |                    |
| 50 | 6         | Ehrlich währt am längsten | About a Boy-Yoi-Yoing         | 5. März 2014         | 4. Juni 2014                          | Rodman Flender        | Annie Weisman      |
| George wird Mitglied in der neu eröffneten Saftbar von Chatswin, was Tessa jedoch nicht gefällt und woraufhin sie ihren Vater an sein Versprechen erinnert, sich nicht an die Kleinstadt anzupassen. Um wieder Abstand von der Kleinstadt zu gewinnen, unternimmt George mit Fred einen Ausflug nach New York City, welcher ihn jedoch nicht aufheitert, sondern bewusst werden lässt, wie eng es in der Großstadt wirklich ist. |           |                           |                               |                      |                                       |                       |                    |
| 51 | 7         | Ich und ich               | I’m Just Not That Into Me     | 12. März 2014        | 11. Juni 2014                         | Claire Scanlon        | Andrew Guest       |
| Tessa, Malik und Lisa gehen auf eine College-Party, um endlich auch einmal eine richtige Party zu erleben. Malik findet sofort Freunde auf der Party, was Lisa missfällt, da sie in allen Mädchen, die mit Malik tanzen, potenzielle Konkurrentinnen sieht. Um Malik nicht zu verlieren, beschließt Lisa ihm einen Heiratsantrag zu machen. Tessa begegnet auf der Party einer männlichen Version von sich selbst und ist von ihrer Entdeckung begeistert. Allerdings stellt sich heraus, dass ihre Beziehung nur fast perfekt ist, da sie sich zu ähnlich sind und sie sich mit der Zeit immer mehr auf die Nerven gehen. |           |                           |                               |                      |                                       |                       |                    |
| 52 | 8         | Der Antrag                | Catch and Release             | 26. März 2014        | 16. Juli 2014                         | Robert Duncan McNeill | Patricia Breen     |
| Nachdem Tessa von Lisas Plan erfährt, Malik zu heiraten, ist sie zuerst schockiert von der Idee, dass jemand so jung heiratet, doch dann sieht sie ein, dass sie ihre Freundin in ihrem Wunsch unterstützen sollte und gibt ihren Widerstand gegen die Heirat auf. Als Lisa bei einem Abendessen mit Maliks Eltern, ihm den Heiratsantrag macht, Malik jedoch einige Zeit nicht antwortet, denkt Lisa, dass er ihre Gefühle nicht erwidert, und verlässt aufgebracht und traurig Maliks Haus. Nachdem Malik sich über seine Gefühle für Lisa im Klaren ist, macht er ihr wiederum einen Antrag in der Schule, und Lisa sagt ja. George bemerkt derweil, dass seine Freundin mit ihren Angestellten sehr unfreundlich umgeht und beschließt seinen Verdacht zu überprüfen. |           |                           |                               |                      |                                       |                       |                    |
| 53 | 9         | Reise in den Süden        | The Ballad of Piggy Duckworth | 2. Apr. 2014         | 23. Juli 2014                         | Stuart McDonald       | Brian Chamberlayne |
| Dallas Mutter ist verstorben, und da ihre Tochter Dalia nicht mitkommen will, bittet sie Tessa, sie in den Süden zu begleiten. George geht derweil mit Noah und Fred auf ein Blind Date mit drei Frauen. Als Fred eine nette Frau bei seinem Blind Date kennen lernt und Sheila von den beiden erfährt, muss Fred sich etwas einfallen lassen, um seine Frau zu beschwichtigen und von ihrem Rachefeldzug abzubringen. |           |                           |                               |                      |                                       |                       |                    |
| 54 | 10        | Der Schönheitswettbewerb  | No, You Can’t Sit With Us     | 23. Apr. 2014        | 30. Juli 2014                         | Silver Tree           | Annie Weisman      |
| In Chatswin ist es wieder einmal Zeit für einen Schönheitswettbewerb und alle Mütter sind mit Vorbereitungen beschäftigt. Als Tessa in der Cafeteria ein Mädchen trifft, das von den anderen Anwärterin auf den Titel „Miss Chatswin“ ausgegrenzt wird, entdeckt sie ihre soziale Ader und beschließt ihre Mentorin zu werden. Da die Favoritin des Schönheitswettbewerbs von Dalia gecoacht wird, entsteht zwischen den beiden ein Konkurrenzkampf, der sich immer weiter zuspitzt. |           |                           |                               |                      |                                       |                       |                    |
| 55 | 11        | Dalia Nicole Smith        | Dalia Nicole Smith            | 30. Apr. 2014        | 6. Aug. 2014                          | Tricia Brock          | Brian Rubenstein   |
| Für Tessa und Dalia ist es an der Zeit, sich zu überlegen, was sie nach der Schule machen wollen. Die beiden bewerben sich für das College und für Tessa sieht es auch gut aus. Doch Dalia wird auf dem einzigen College, auf dem sie sich beworben hat, abgelehnt. Da sie jedoch eine Beschäftigung nach der Schule braucht, probiert sie diverse Jobs aus, doch ist für die meisten unterqualifiziert. Letztendlich wird sie Beraterin in Dallas Geschäft, das jetzt neben Kristallschmuck auch Gürtel verkauft. Tessa wird derweil von ihrem Vater benutzt, um sich an eine hübsche Frau ranzumachen, indem sie als Date für deren Sohn agiert. |           |                           |                               |                      |                                       |                       |                    |
| 56 | 12        | Die Hochzeitsplanerin     | Les Lucioles                  | 7. Mai 2014          | 13. Aug. 2014                         | Alex Hardcastle       | Emily Kapnek       |
| Tessa hilft Malik und Lisa bei der Hochzeitsplanung, was sich jedoch als schwierig herausstellt, da kein großes Budget vorhanden ist. Abgesehen von der Hochzeitsplanung, hat Malik auch noch das Problem, dass seine Familie beschlossen hat, die Trauung zu boykottieren. Da er jetzt nicht weiß, wer ihn zum Altar führt, bittet er George, ihm zu helfen. George, der von der Hochzeit der beiden jungen Leute auch nicht begeistert ist, unterhält sich mit Maliks Eltern, die schließlich doch noch einwilligen, auf die Hochzeit zu kommen. |           |                           |                               |                      |                                       |                       |                    |
| 57 | 13        | Immer noch geil           | STIIIIIIILL Horny             | 14. Mai 2014         | 20. Aug. 2014                         | Julie Anne Robinson   | Andrew Guest       |
| Während Malik und Lisa versuchen ihr Eheglück zu genießen, beschließt Tessa sich nicht mehr um Jungs zu kümmern, sondern sich auf Hausarbeiten, wie z. B. Stricken zu konzentrieren. Als ihre Strickgruppe, bestehend aus vier älteren Damen, ihr rät, ihr leben zu genießen, solange sie noch jung ist, beschließt Tessa, ihr Glück noch einmal mit Ryan zu versuchen, für den sie immer noch etwas empfindet. Da Ryan mit seiner jetzigen Freundin auch nicht das wahre Glück gefunden hat, kommen die beiden wieder zusammen. Malik und Lisa erkennen derweil, dass sie auch nach der Hochzeit, noch eigenständige Personen sind, und nicht alles als Paar gemeinsam machen müssen.                                                                                    |           |                           |                               |                      |                                       |                       |                    |